# Comunità ebraica di Siracusa

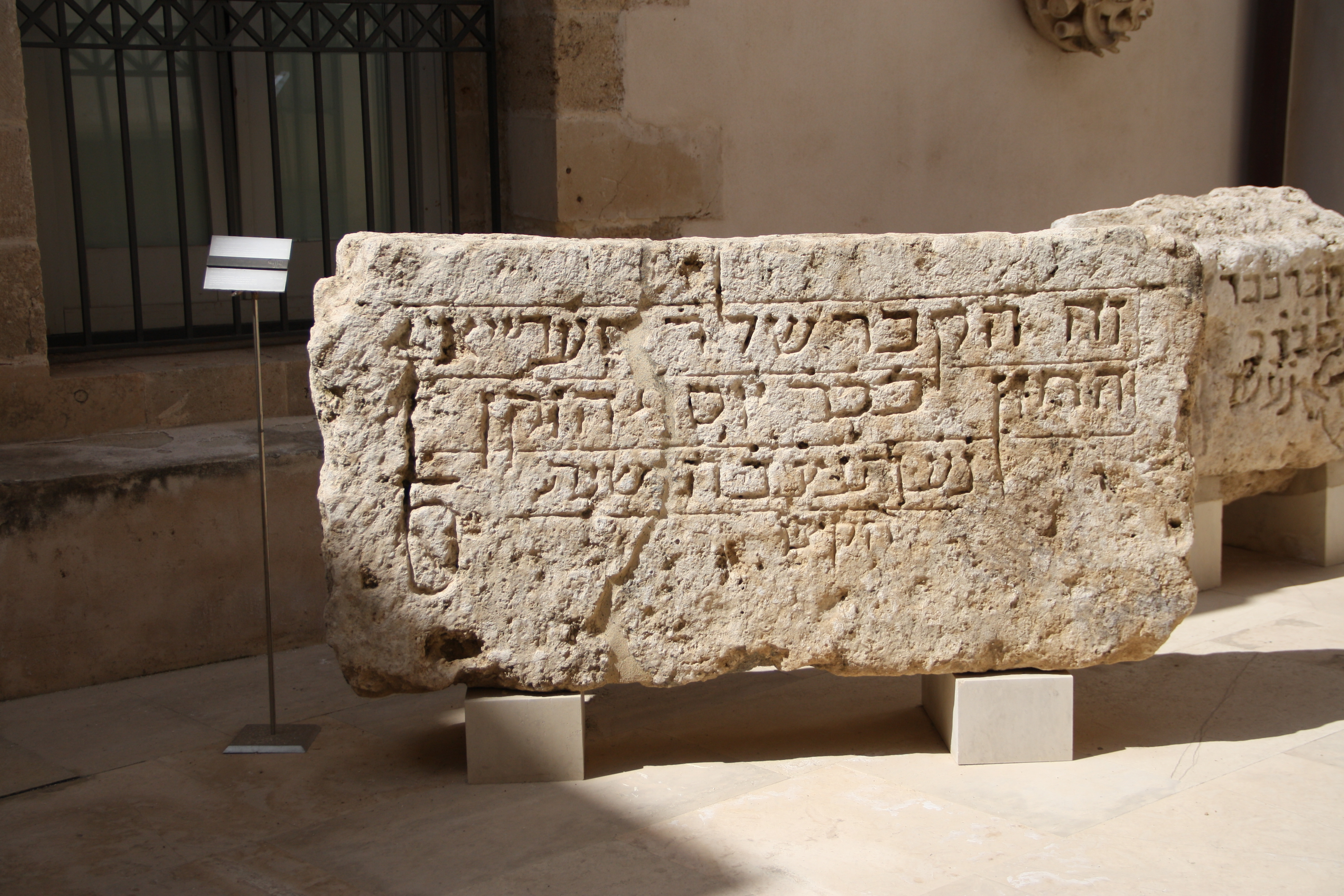
Antica lastra ebraica riscoperta a Siracusa

La comunità ebraica di Siracusa, esistente fino all'espulsione degli ebrei dalla Sicilia decretata nel 1492, fu una delle più numerose della Sicilia.
Risaliva probabilmente al III secolo l'insediamento di Siracusa. Secondo alcune fonti leggendarie ci sarebbero stati ebrei fin dal I secolo e la tradizione li voleva responsabili dell'uccisione del vescovo San Marciano.
A Siracusa c'era almeno una sinagoga. Nel quartiere si suppone che si trovino ben tre bagni rituali (miqwè). Uno probabilmente è quello posto sotto la chiesa di San Filippo Apostolo, ove si pensa sorgesse la sinagoga, un altro è quello detto "mikveh di Casa Bianca" dal nome della famiglia che abitava in passato il caseggiato di Ortigia posto in via Alagona e ora divenuto Hotel Residence "Alla Giudecca" di proprietà della marchesa Amalia Danieli, visitabile quotidianamente ad orari ben precisi. Il terzo invece si trova in vicolo dell'Oliva e anch'esso si trova sotto un'ulteriore abitazione privata.
È stato calcolato che in Sicilia nel Quattrocento vivessero circa 37.000 ebrei; le comunità di Palermo e di Siracusa, con 5.000 anime ciascuna, erano le più numerose dell'Isola. Alcuni ebrei di Modica e di Noto si trasferirono a Siracusa dopo gli eccidi del 1474, dove morirono circa quattrocento persone di religione ebraica.
In seguito all'editto emanato dal re Ferdinando II d'Aragona il 31 marzo 1492 avvenne l'espulsione, e la maggioranza degli ebrei siciliani si stabilì in Calabria. Quando furono espulsi anche da lì emigrarono definitivamente a Salonicco in Grecia (dove sarebbero rimasti fino alle deportazioni naziste del 1943) e nel Centro e Nord Italia, in particolare a Roma dove si aggiunsero alla già antica comunità cittadina, costituendo la schola siciliana, cioè una congregazione dedita allo studio dei testi sacri.
Dopo più di cinque secoli, nel 2008 a Siracusa, è nata una comunità ebraica con una sinagoga nel quartiere Tiche ad opera del Rabbino Di Mauro. La comunità è composta da circa 40 persone di religione ebraica che abitano in varie parti della Sicilia orientale e alcuni in Calabria.